# كأس رابطة الدول المستقلة 2006
كأس رابطة الدول المستقلة 2006 هو الموسم 14 من كأس رابطة الدول المستقلة. أقيم خلال الفترة 14 يناير 2006 وحتى 22 يناير 2006، وكان عدد الأندية المشاركة فيه 16، وفاز فيه نادي نيفتشي باكو.